# Mémorial de la France combattante
Mémorial de la France combattante (Památník bojující Francie) je nejvýznamnější památník věnovaný francouzským vojákům druhé světové války (1939–1945). Nachází se pod pevností Fort Mont–Valérien v Suresnes, na západním předměstí Paříže.
Připomíná příslušníky ozbrojených sil Francie a kolonií, stejně jako členy francouzského odboje. Patnáct zástupců francouzských hrdinů zde bylo pohřbeno při ceremoniálu 11. listopadu 1945.
Památník byl slavnostně otevřen 18. června 1960. Na jeho stěnách je šestnáct bronzových reliéfů, které alegoricky představují různé fáze, místa a účastníky bojů.